# 佐賀県立中原特別支援学校
佐賀県立中原特別支援学校（さがけんりつ なかばるとくべつしえんがっこう）は、佐賀県三養基郡みやき町にある公立特別支援学校。
喘息や特殊疾患などの病弱児を受け入れている。近くにある東佐賀病院から通院している児童が多い。

## 学部
本校舎
- 小学部
- 中学部
- 高等部

分校舎
- 小学部
- 中学部

在学中でも、病気が完治すると、地元の学校に戻ることも出来る。

## 沿革
- 1960年（昭和35年）4月 - 中原村立中原小学校の養護学級を国立佐賀療養所内に設置。
- 1961年（昭和36年）4月 - 中原村立中原中学校の養護学級を国立佐賀療養所内に設置。
- 1977年（昭和52年）4月 - 佐賀県立中原養護学校設置に伴い中原小・中学校の養護学級閉鎖。同年6月開校式。
- 1979年（昭和54年）
  - 3月 - 校旗・校歌制定
  - 4月 - 重度心身障害重心部設置
- 1980年（昭和55年）4月 - 若楠療育園、在宅訪問教育設置
- 1985年（昭和60年）3月 - 分校舎設置に伴い、院内学級閉鎖。同年4月開設。
- 1987年（昭和62年）4月 - 国立肥前療養所訪問教育設置
- 2010年（平成22年）4月1日 - 鳥栖市立田代小学校に鳥栖田代分校（小学部・中学部）を設置。
- 2011年（平成23年）4月 - 校名を佐賀県立中原特別支援学校に変更